# 道の駅たくみの里
道の駅たくみの里（みちのえき たくみのさと）は、群馬県利根郡みなかみ町にある群馬県道53号中之条湯河原線の道の駅である。

## 施設
- 駐車場（大型車10台、普通車80台、身体障害者用2台）
- トイレ（男15、女9、身体障害者用2）
- 公衆電話
- 豊楽館（総合案内所たくみの里インフォメーション）
- たくみの里体験予約センター（団体受付）
  - 農産物直売所
  - レンタサイクル（電動自転車）
  - くつろぎ広場
  - 売店・群馬のお土産
  - そば打ち体験　
  - 手打ちそば食堂

## 道路
- 群馬県道53号中之条湯河原線

## 周辺
- 奥平温泉　遊神館（日帰り温泉）
- 湯宿温泉
- 猿ヶ京温泉
- 川古温泉
- 法師温泉
- 群馬サイクルスポーツセンター
- 群馬カントリークラブ
- 赤谷川
- 赤谷湖
- 三国峠